# 潔小南乳魚
潔小南乳魚，為輻鰭魚綱胡瓜魚目南乳魚科的其中一種，分布於澳洲的淡水水域，體長可達6公分，棲息在酸性、深色水質、水流快速、森林覆蓋的溪流，屬肉食性，以昆蟲及小型甲殼類為食。

## 擴展閱讀
維基物種上的相關：潔小南乳魚